# Дијалог Београда и Приштине
Дијалог Београда и Приштине је низ разговора између влада Републике Србије и Републике Косово уз посредовање ЕУ. Србија полаже право на Косово као своју јужну покрајину под управом Уједињених нација и одбацује његову независност. Косово Србију сматра суседном државом, иако ни Косово званично не признаје Србију. Преговори су почели у марту 2011, три године након што је Косово прогласило независност. То су били први преговори између два ентитета од када је Косово прогласило независност у фебруару 2008.

## Позадина
Република Косово је прогласила независност 17. фебруара 2008. године и делимично је међународно призната. Србија је то питање поднела Међународном суду правде ради њиховог саветодавног мишљења. Пресуда суда била је да је Декларација о независности Косова у складу са међународним правом. После пресуде Србија и Европска унија поднеле су Генералној скупштини Уједињених нација резолуцију којом се позивају на техничке преговоре влада у Београду и Приштини. У Генералној скупштини УН усвојена резолуција Србија—ЕУ. Разговори су одложени због колапса косовске владе, што је приморало Косово на ванредне изборе.
Дијалог служи интересима и Косова и Србије. За Србију је напредак у дијалогу, у примени постигнутих споразума и нормализацији односа кључни услов за напредак у приступним преговорима. Напредак Косова на путу ка ЕУ – као што је потписивање његовог Споразума о стабилизацији и придруживању са Европском унијом, повезан је са напретком у дијалогу.
Дијалог између Београда и Приштине уз помоћ ЕУ покренут је у марту 2011. након Резолуције Генералне скупштине Уједињених нација из септембра 2010. коју су заједно спонзорисале Европска унија и Србија, којом је потврђена спремност ЕУ да олакша дијалог и процес је препознат као важан за мир, безбедност и стабилност у региону.
Дијалог се одржава у Бриселу и води га високи представник Европске уније, потпредсједник Европске комисије и тим у Европској служби за вањске послове (ЕЕАС). Састанци и радне групе се сазивају на различитим нивоима у Бриселу, у Белгији, и технички – на нивоу главних преговарача – и политички – на нивоу премијера и/или председника.

## Почетни разговори
У разговорима је први посредовао Роберт Купер. Оливер Ивановић је рекао да су Београд и Приштина позвани да наставе разговоре у Бриселу, али Србија ни у једном тренутку у том процесу није у обавези да призна Косово. Борко Стефановић је предводио преговарачки тим Београда, а Едита Тахири преговарачки тим Приштине.
Преговори су почели 8. марта 2011. и укључивали су три главна питања:
- Регионалну сарадњу
- Слободу кретања
- Владавину права.

### Прва рунда
Прва рунда преговора одржана је 8. и 9. марта 2011. и обухватила је економску сарадњу између две стране. Остала питања на дневном реду током прве рунде дијалога била су телекомуникације, ваздушни саобраћај, царински печати, земљишне књиге и матичне књиге.

### Друга рунда
Друга рунда преговора је одложена до 28. марта 2011. године. Питања о којима се разговарало у другој рунди разговора била су струја и евентуално слобода кретања, као и теме прве рунде као што су косовски царински печат, ваздушни саобраћај и учешће Косова у регионалним иницијативама. Представник је 28. марта разговарао о земљишним књигама и матичним књигама рођених, умрлих и венчаних, као и о питањима снабдевања електричном енергијом. Стефановић је навео да је „остварен одређени напредак у земљишним књигама, матичним књигама и снабдевању електричном енергијом; изнели смо наш предлог и надамо се да ће на следећем састанку коначно бити позитивно окончане ове теме”.

### Трећа рунда
Трећа рунда дијалога одржана је 15. априла 2011. године. Разговарало се о слободи кретања, регистарским таблицама за возила и признавању образовних диплома.

### Четврта рунда
Четврта рунда дијалога одржана је 17. и 18. маја 2011. године. Скоро је постигнут договор око катастра и слободе кретања; Европска унија је предложила да се позабаве и питањима несталих људи и културног наслеђа.

### Пета рунда
Пета рунда дијалога требало је да се одржи 14. и 15. јуна 2011. године, али је одложена неколико дана пре одржавања. Претпостављало се да ће састанак уместо тога бити одржан крајем јуна, али је померен за 2. јул 2011. Очекивало се да ће се донети решења о катастру, слободи кретања и матичним књигама. У том кругу су можда могли бити решени и проблеми са струјом и телекомуникацијама. Постигнут је споразум о слободи кретања преко границе (и лица и аутомобила), размени информација о матичним књигама Србије како би се помогло Косову да успостави сопствени матични регистар и међусобном признавању образовних диплома.

### Шеста рунда
Шеста рунда дијалога требало је да се одржи 20. и 21. јула 2011. Она је одложена за септембар 19. јула, наводно зато што је представник Косова желео да се покажу државни симболи Косова, што је српски представник одбио. Датум је померен за 2. септембар 2011. Постигнут је договор о царинском питању (на печату ће бити само речи „Царина Косова”) и о катастру; док се разговарало и о телекомуникацијама и факултетским дипломама, о овим питањима није постигнута сагласност.

### Седма рунда
Седма рунда дијалога била је заказана за 28. септембар 2011. (првобитно је била заказана за 27. септембар, али је нешто пре тога одложена због избијања насиља). Српска делегација је одбила да настави разговоре, док су косовска полиција и цариници контролисали граничне прелазе, који нису претходно договорени, што је довело до насиља. Разговори су тада заказани за 14. октобар 2011. године, иако је планирано да се разговара само о техничким питањима.

### Исход
- Представници Косова договорили су слободу кретања преко административне линије, како за лица тако и за аутомобиле.[19]
- Београд је пристао да Приштини да копије земљишних књига и докумената о рођеним, умрлим и венчаним на Косову.[11]
- Међусобно признавање универзитетских диплома.[19]
- Београд је пристао да прихвати печате косовске царине на којима пише „Царина Косова”.[23]
- Крај трговинског ембарга, обнављање трговине између два ентитета.[28]
- Интегрисане операције на прелазима на северу Косова.[29]
- Заступање приштинских власти у регионалним организацијама.
- Између Београда и Приштине би се размењивали официри за везу – који би били стационирани у мисијама ЕУ.[30]

### Даљи циљеви
Додатни уговори:
- питања енергетске сарадње – пренос електричне енергије, имплементација уговора о Енергетској заједници[31]
- телекомуникациони проблеми – услуге фиксне и мобилне телефоније на северу Косова, роминг[31]

## Преговори од 2013.
Прва фаза дијалога 2011—2012. названа је „Технички дијалог” и довела је до значајног броја техничких споразума који су се бавили најхитнијим питањима која изазивају забринутост.
Друга фаза, која је почела 2013. године. Преговоре су водили председник Владе Србије Ивица Дачић и председник Владе Републике Косово Хашим Тачи, уз посредовање високе представнице ЕУ, Кетрин Ештон. Ова фаза назива се „Дијалог на високом нивоу” завршена је „Првим споразумом о принципима који регулишу нормализацију односа”, потписаним 19. априла 2013. године, као своје крунско достигнуће. Након потписивања споразума, Европска комисија је званично саопштила да би могао да почне рад на Споразуму о стабилизацији и придруживању (ССП) са Косовом и приступним преговорима са Србијом.
У јулу 2017. дијалог уз помоћ ЕУ прешао је на свеобухватну нормализацију односа између Косова и Србије.
Европска комисија је у својој стратегији за 2018. „Кредибилна перспектива проширења и појачан ангажман ЕУ на Западном Балкану” написала да, без ефикасне и свеобухватне нормализације односа Београда и Приштине кроз дијалог уз посредовање ЕУ, не може бити трајне стабилности у регион. Свеобухватан, правно обавезујући споразум о нормализацији је хитан и кључан како би Србија и Косово могли да напредују на својим европским путевима.
Недостатак стабилности је јасан због недостатка консензуса, као и због пораста насилних дешавања. У Северној Митровици 16. јануара 2018. године је убијен политичар, косовски Србин Оливер Ивановић, а 26. марта 2018. бивши директор косовске канцеларије Србије Марко Ђурић је ухапшен и депортован након што је ушао на Косово и присуствовао скупу у Северној Митровици упркос забрани од стране косовских власти.
Од 2018. до јула 2020. преговори Србије и Косова су заустављени. Преговори су прекинути због растућег насиља, посебно протеривања Марка Ђурића, као и због увођења царине од 100% на увоз робе из Србије и Босне и Херцеговине од стране косовске владе. Упркос застоју у преговорима, Европска унија наставља да подржава отворени дијалог између Косова и Србије.

### Разговори у септембру 2020.
У јулу 2020. учињени су покушаји да се ревитализују преговори од стране ЕУ. Међутим, постигнут је напредак у споразумима о економској нормализацији Косова и Србије у Вашингтону 4. септембра 2020. Иако није правно обавезујући документ, међународни документ представља изјаву воље и политичке посвећености и Косова и Србије.
Председник Србије Александар Вучић и косовски премијер Авдулах Хоти састали су се 7. септембра 2020. године у Бриселу на разговорима, чији је домаћин био Жозеп Борељ под покровитељством Европске уније. На конференцији за новинаре након разговора, специјални представник ЕУ за дијалог Србије и Косова Мирослав Лајчак изјавио је да је постигнут „пун напредак” у областима економске сарадње, несталих и расељених лица. Вучић и Хоти поново су се састали у Бриселу 28. септембра 2020. где су разговарали о аранжманима за мањинске заједнице, решавању међусобних финансијских потраживања и имовине и покушали да направе напредак ка свеобухватнијем споразуму.

## Предложени нацрт споразума Европске уније
У октобру 2022. године, премијер Косова Аљбин Курти и председник Србије Александар Вучић изјављују да постоји француско-немачка иницијатива у вези са дијалогом око Косова, као и да више идеја кружи у ЕУ, Београду, Приштини и Вашингтону.
Европска унија је у децембру 2022. године проследила нацрт споразума властима у Србији и на Косову на самиту ЕУ-Западни Балкан у Тирани. Предложени „Основни споразум између Косова и Србије“ (познатији у јавности и као Француско-немачки предлог или Макрон-Шолц предлог) заснован је на претходном нацрту који су сачиниле француска и немачка влада раније 2022. године.
ЕУ се нада да би споразум могао бити потписан до краја 2023. године, а преговори у вези са предложеним споразумом почели су средином јануара.
Текст споразума је Европска унија објавила 27. фебруара 2023.